# Edward Feser
Edward C. Feser ( 16 de abril de 1968) é um filósofo americano. Ele é Professor Associado de Filosofia no Pasadena City College em Pasadena, Califórnia. Ele foi professor assistente visitante na Loyola Marymount University em Los Angeles e professor visitante no Centro de Filosofia e Política Social da Bowling Green State University em Bowling Green, Ohio.
Chamado pela National Review de "um dos melhores escritores contemporâneos em filosofia", Feser é o autor de On Nozick, Philosophy of Mind (A Beginner's Guide), Locke, The Last Superstition: A Refutation of the New Atheism, Aquinas, Scholastic Metaphysics: A Contemporary Introduction, Neo-Scholastic Essay, e Five Proofs of the Existence of God, o co-autor de By Man Shall His Blood Be Shed: A Catholic Defense of Capital Punishmentl, e o editor do The Cambridge Companion to Hayek e Aristotle on Method and Metaphysics. Ele também é autor de muitos artigos acadêmicos. Seus principais interesses de pesquisa acadêmica estão na metafísica, na teologia natural, na filosofia da mente e na filosofia moral e política.
Feser também escreve sobre política e cultura, de um ponto de vista conservador; e na religião, de uma perspectiva católica romana tradicional. Nesse contexto, seu trabalho apareceu em publicações como The American, The American Conservative, Catholic World Report, City Journal, The Claremont Review of Books, Crisis, First Things, Liberty, National Review, Nova Oxford Review, Public Discourse, Reason, e TCS Daily. Ele é mais conhecido por seus escritos sobre filosofia, especialmente suas obras sobre o neo-escolasticismo, e The Last Superstition: A Refutation of the New Atheism.

## Vida e Carreira
Feser é Ph.D. em filosofia pela Universidade da Califórnia em Santa Bárbara, MA em religião pela Claremont Graduate School, e bacharel em filosofia e estudos religiosos pela California State University em Fullerton. Sua tese é intitulada "Russell, Hayek e o problema mente-corpo". 
O livro de Ferser, The Last Superstition: A Refutation of the New Atheism, faz um argumento filosófico para a visão de mundo clássica aristotélico-tomista a favor e contra as suposições materialistas e preconceitos cientificistas de ateus contemporâneos como Richard Dawkins, de quem ele é particularmente crítico.  
Feser escreveu artigos para publicações como: The American, The American Conservative, Catholic World Report, City Journal, The Claremont Review of Books, Crisis, First Things, Liberty, National Review, Nova Oxford Review, Public Discourse, Instituto Witherspoon, Reason e TCS Daily.
Feser vive com sua esposa e seus seis filhos em Los Angeles, na Califórnia. 